# Junior Hoilett
David Wayne "Junior" Hoilett, född 5 juni 1990 i Brampton, Ontario, är en kanadensisk fotbollsspelare som spelar för Reading. 

## Karriär
Hoilett tillhörde Blackburn Rovers A-lag från 2007 till 2012. Efter säsongen 2012 valde han att lämna Blackburn och istället skriva på för Queens Park Rangers. Hoilett har vid två tillfällen varit utlånad till 2.Bundeliga. Dels till SC Paderborn och dels till FC St Pauli.
Den 19 augusti 2021 värvades Hoilett av Reading, där han skrev på ett ettårskontrakt. I juli 2022 förlängde Hoilett sitt kontrakt med ett år.